# جائزة بريطانيا الكبرى للدراجات النارية 2013
جائزة بريطانيا الكبرى للدراجات النارية 2013 هو سباق دراجات نارية أقيم في 1 سبتمبر 2013 في حلبة سلفرستون، سيلفرستون، المملكة المتحدة. كانت الجولة الثانية عشر من أصل 18 في سباق الجائزة الكبرى للدراجات النارية موسم 2013. فاز الإسباني خورخي لورنزو بفئة الموتو جي بي بينما جاء الإسباني مارك ماركيث في المركز الثاني وحصل على المركز الثالث الإسباني داني بيدروسا.

## وصلات خارجية
- الموقع الرسمي